# Філіпп Крейц
Граф Густав Філіпп Крейц (швед. Gustav Philip Creutz швед. вимова: [ˈɡɵ̂sːtav ˈfǐːlɪp ˈkrœjts]; 1 травня, 1731 року, Аньяла, Фінляндія — 30 жовтня 1785 року, Стокгольм) — шведський поет, дипломат, державний діяч.

## Біографія
Густав Філіпп Крейц народився 1 травня, 1731 року в родині генерала графа Карла Кройца в Фінляндії. Дитинство пройшло в скромному будинку в поетичному дусі, якого батько набув під час довгого полону в Тобольську. Після смерті батька в 1740 році його дядьки Фабіан і Хенрік опікувались вихованням юнака. Під їхньою опікою він вступив в Турку на офіційний курс навчання. Протягом трьох років (1748—1751) навчався в Королівській академії (нині Університет Гельсінкі), Там він придбав змістовну освіту, особливо в знанні мов, у тому числі грецької. По закінченню навчання Густав служив в колегії закордонних справ (частково в офісі апарату Президента), був нотаріусом. Під час своєї служби він отримав перше визнання за «дотепність і розуміння, а також невпинну обачність» (офіс коледжу 4 березня 1756). Потім він переїхав до Швеції. Кройц був міністром Швеції в Мадриді в 1763—1766 рр. У 1766—1783 рр. перебував у Парижі в ранзі посла Швеції. Будучи послом, Густав Крейц підписав 3 квітня 1783 року з Бенджаміном Франкліном договір про шведсько-американську дружбу і торгові стосунки.
В 1783 році Густав повернувся в Швецію, став канцлером університету Уппсали. У 1783—1784 рр. входив до уряду Густава III. Він вважається особистим другом Густава III. Був обраний до Шведської королівської академії наук.
Густав Філіпп Крейц похований у склепі в Björklinge церкві.

## Творчість
У Швеції в середині 18 століття стали створюватися літературні об'єднання. По почину Даліна в 1753 році була заснована королевою Ульрікою «Академія словесності». Виникали й менші поетичні товариства, з яких найвагомішим був, організований також в 1753 р., «Орден будівельників думки». Густав Філіп Крейц входив до нього. У гурток входили також поети: господарка літературного салону і свого роду «лідер» гуртка Х. Ш. Нурденфлюкт і шведський аристократ Р. Ф. Гілленборг. Густав Крейц, як і всі «будівельники думки» цінував Вольтера і Монтеск'є і в ще набагато більше — Руссо. Проте сприйняття Руссо йшло у нього не стільки по лінії суспільного радикалізму, скільки в плані ідилічного культу природи й пошуків ідеалу природної людини.
Густав Філіп Крейц сформувався як тип ліберала, у якого культ природного почуття зводився значною мірою до витонченої еротики. Один із перших його творів — ода «Літній гімн» — втілює традицію ідилічного опису пір року. Головний твір Крейца — «Атіс і Камілла»(1781), поема в п'яти піснях, написана олександрійським віршем, в якій, попри стилізацію і пасторальну маскарадність, з великою емоційною силою передані почуття юних героїв.
Густав працював над перекладами, писав пасторальні вірші.
Ставши дипломатом, він покинув Швецію і припинив літературну діяльність.

## Вшанування
На урочистих зборах шведської академії 20 грудня 2010 року було оголошено про випуск пам'ятної монети, присвяченої Крейцу Філіппу, роботи художника Петера Лінде.